# JVLIVS
Pour les articles homonymes, voir Julius.
Albums de SCH
Deo Favente
(2017) Rooftop
(2019)
Singles
1. Mort de rire
Sortie : 20 juillet 2018
2. Otto
Sortie : 31 août 2018
3. Pharmacie
Sortie : 10 octobre 2018
4. Le code
Sortie : 31 octobre 2018
5. Ciel rouge
Sortie : 12 décembre 2018
6. Prêt à partir
Sortie : 25 avril 2019

JVLIVS (de son titre complet JVLIVS : Tome I - Absolu) est le 3e album studio du rappeur français SCH, sorti le 19 octobre 2018 sous les labels Maison Baron Rouge et Rec. 118.

## Génèse
Le 14 juillet 2018, SCH sort un teaser énigmatique sur sa chaîne YouTube prénommé JVLIVS. Une semaine plus tard, le 20 juillet, le clip de Mort de Rire est publié, premier single de l'album. À la fin du mois d'août, c'est au tour du titre Otto d'être annoncé avec un clip.
Le 19 septembre 2018, il annonce sur ses réseaux sociaux la sortie de son 3e album studio pour le 19 octobre de la même année,. Le 29 septembre la liste des titres est dévoilée. Pour faire patienter ses fans, SCH sort Pharmacie et son clip le 10 octobre. Deux jours avant la sortie de l'album est publié un court-métrage de 17 minutes,.

## Format
L'album est composé de 17 titres dont 3 interludes écrites par Furax Barbarossa et interprétées par José Luccioni.

## Liste des titres
| No  | Titre                       | Compositeur(s)                    | Durée |
| --- | --------------------------- | --------------------------------- | ----- |
| 1.  | Intro - Le déluge           | Katrina Squad                     | 1:48  |
| 2.  | VNTM                        | Katrina Squad                     | 4:00  |
| 3.  | Pharmacie                   | Kezah                             | 3:38  |
| 4.  | Tokarev                     | Katrina Squad                     | 2:51  |
| 5.  | Interlude - 420 mètres      | Katrina Squad                     | 1:11  |
| 6.  | Otto                        | Katrina Squad                     | 4:50  |
| 7.  | Skydweller                  | Katrina Squad, Huslim             | 4:03  |
| 8.  | Facile                      | Katrina Squad                     | 3:46  |
| 9.  | Prêt à partir (feat. Ninho) | Katrina Squad                     | 4:34  |
| 10. | Mort de rire                | Katrina Squad                     | 5:09  |
| 11. | Ivresse & Hennessy          | Katrina Squad, Doubtless          | 5:17  |
| 12. | J't'en prie                 | Blow Digital                      | 3:31  |
| 13. | Interlude - Beretta 92FS    | Katrina Squad                     | 0:40  |
| 14. | Le code                     | Pyroman                           | 3:02  |
| 15. | Incompris                   | Katrina Squad                     | 3:48  |
| 16. | Ciel rouge                  | Katrina Squad                     | 3:09  |
| 17. | Bénéfice                    | Katrina Squad, Noxious, Heezy Lee | 6:41  |

## Accueil commercial
Après une semaine d'exploitation, l'album se vend à 27 647 copies. Moins d'un mois après sa sortie, le projet est disque d'or puis de platine en avril 2019. 
En juin 2024, l'album comptabilise plus de 160 000 ventes et en octobre 2024, l'album comptabilise plus de 200 000 exemplaires et est certifié double platine.

## Titres certifiés en France
- VNTM  Or[14]
- Pharmacie  Or[15]
- Otto  Diamant[16]
- Skydweller  Platine[17]
- Prêt à partir (feat. Ninho)  Diamant[18]
- Mort de rire  Or[19]
- Le code  Diamant[20]
- Bénéfice  Platine[21]
- Ciel rouge  Or
- Tokarev  Or[22]

## Clips vidéo
- Mort de rire : 20 juillet 2018
- Otto : 31 août 2018
- Pharmacie : 10 octobre 2018
- Le code : 31 octobre 2018
- Ciel rouge : 12 décembre 2018
- Prêt à partir (feat. Ninho) : 25 avril 2019

## Classements et certifications
| Classement (2018)            | Meilleure position | Certification |
| ---------------------------- | ------------------ | ------------- |
| Belgique (Flandre Ultratop)  | 72                 |               |
| Belgique (Wallonie Ultratop) | 7                  |               |
| France (SNEP Megafusion)     | 2                  | 3 × Platine   |
| Suisse (Schweizer Hitparade) | 11                 |               |